# 4072 Yayoi
4072 Yayoi este un asteroid din centura principală, descoperit pe 30 octombrie 1981, de Hiroki Kosai și Kiichiro Hurukawa.